# Estación de Asunción/Universidad
Asunción/Universidad es un apeadero ferroviario (actualmente es una estación debido al tramo cerrado entre Asunción/Universidad y León-Matallana) situado en el barrio de La Asunción, en el municipio español de León, provincia de León, comunidad autónoma de Castilla y León. Forma parte de la red de ancho métrico de Adif, operada por Renfe Operadora a través de su división comercial Renfe Cercanías AM. Está integrada dentro del núcleo de Cercanías León al pertenecer a la línea C-1f, que une la estación de León-Matallana con la estación de Cistierna. Cuenta también con servicios regionales de la línea R-4f, que une Léon con Bilbao. En 2021 la estación registró la entrada de 74 184 usuarios, correspondientes a los servicios de cercanías y regionales de Media Distancia.

## Situación ferroviaria
La estación se encuentra en el punto kilométrico 2,0 de la línea férrea de ancho métrico de Bilbao a La Robla y León (conocido como Ferrocarril de La Robla), a 851,15 metros de altitud, entre los apeaderos de Hospitales y de Villa Romana. El tramo es de vía única y está sin electrificar. Según Adif, la denominación oficial de la línea a la que pertenece la estación es la 08-790 (Asunción Universidad-Aranguren).
En la actualidad, el apeadero se ha convertido en la terminal del ramal Matallana-León del Ferrocarril de La Robla. Esto se debe a que éste está interrumpido entre Asunción/Universidad y León-Matallana debido a las obras de Integración del Ferrocarril de Ancho Métrico en León.

## Servicios ferroviarios

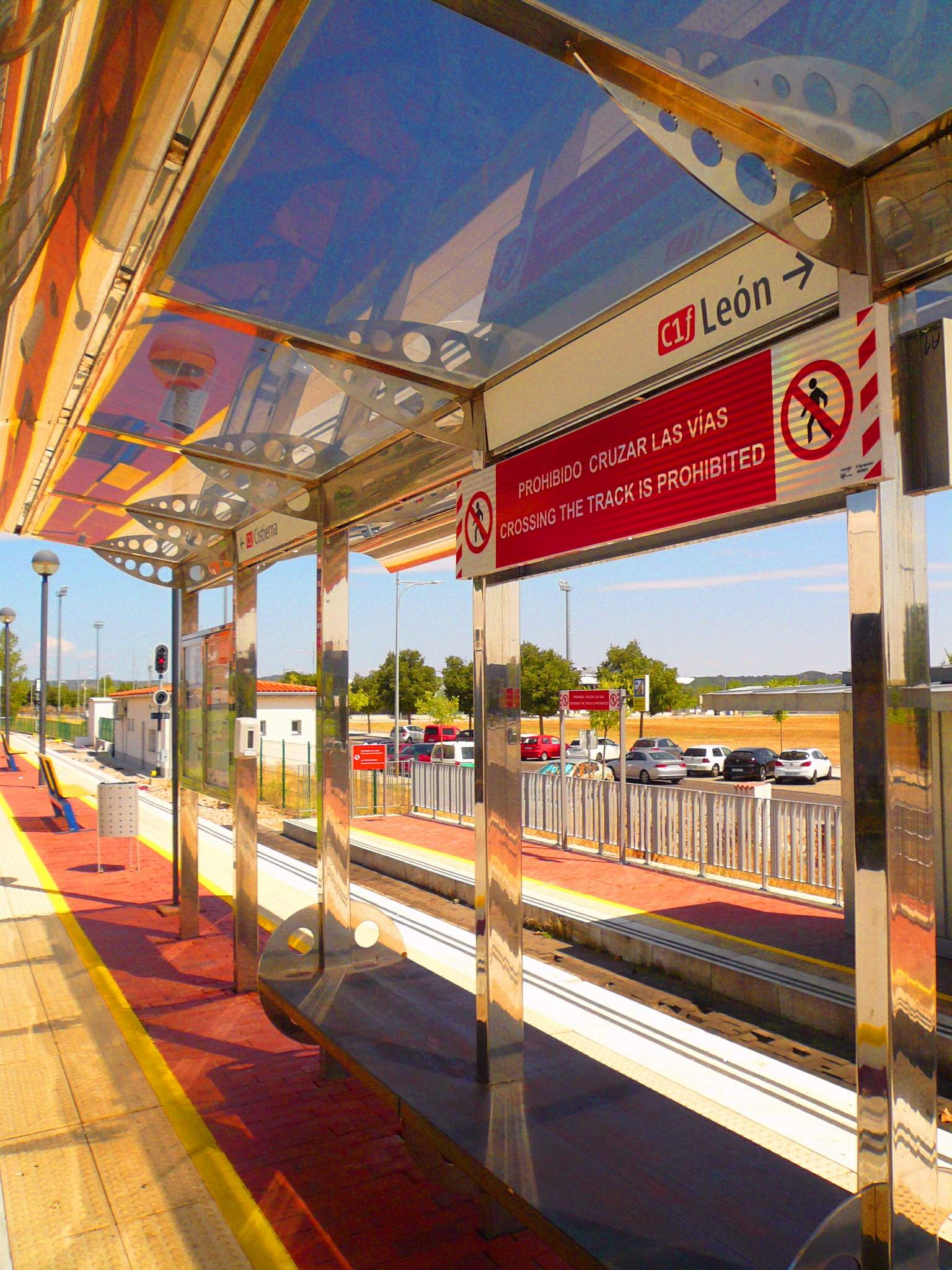
Vista de la marquesina del apeadero, con la señalización de la línea de cercanías C-1f entre León y Cistierna.

Las conexiones ferroviarias entre Asunción/Universidad y el resto de estaciones de la línea se efectúa con composiciones serie 2700 (para los trayectos regionales) y con composiciones serie 2600 (para los trayectos de cercanías).

### Regionales
Los trenes regionales que realizan el recorrido Bilbao - Léon (línea R-4f) tienen parada en la estación. Su frecuencia es de 1 tren diario por sentido. El servicio completo de la línea se complementa con una frecuencia adicional diaria por sentido que une Léon con Guardo-Apeadero.
| Línea | Origen/Destino   | Paradas intermedias | Destino/Origen |
| ----- | ---------------- | --- | -------------- |
|       | Bilbao Concordia | Amézola · Basurto Hospital · Zorroza-Zorrozgoiti · Iráuregui · Zaramillo · Sodupe · Aranguren · Aranguren-Apeadero · Zalla · Valmaseda · Arla-Berrón · Ungo-Nava · Mercadillo-Villasana · Cadagua · Bercedo-Montija · Quintana · Espinosa de los Monteros · Redondo · Sotoscueva · Pedrosa · Dosante Cidad · Robredo Ahedo · Soncillo · Cabañas de Virtus · Arija · Llano · Las Rozas de Valdearroyo · Montes Claros · Los Carabeos · Mataporquera · Cillamayor · Salinas de Pisuerga · Vado-Cervera · Castrejón de la Peña · Villaverde-Tarilonte · Santibáñez de la Peña · Guardo-Apeadero · Guardo · La Espina · Valcuende · Puente Almuhey · Cerezal de la Guzpeña · Prado de la Guzpeña · La Llama de la Guzpeña · Valle de las Casas · Sorriba · Cistierna · La Ercina · Boñar · La Vecilla · Matallana · San Feliz · Asunción/Universidad · Ventas/San Mamés | León-Matallana |

### Cercanías
Forma parte de la línea C-1f (León - Cistierna) de Cercanías León. Tiene una frecuencia de servicios de 12 trenes diarios por sentido los días laborables, de los cuales 5 realizan el recorrido completo hasta la estación de Cistierna, finalizando el resto su recorrido en Matallana. Los sábados, domingos y festivos circulan 6 trenes diarios por sentido, de los cuales 5 continúan recorrido hasta la estación de Cistierna.